# Старая Александровка (Уфа)
Старая Александровка — посёлок в Орджоникидзевском районе Уфы.

## История
Старая Александровка находилась в Уфимском районе. В 1969 году проживали 969 человек, большинство - русские.
В составе Уфы с 13.09.1983 (Указ Президиума ВС РСФСР от 13.09.1983 № 5-96/1 «Об утверждении включения в состав города Уфы Башкирской АССР территории села Старая Александровка Уфимского района»).

## География
Посёлок находится у р. Белая.

## Улицы
Причальная, Сутолока, Биологическая, Просёлочная, Известковая, Озёрная, Тепличная